# Келтуитор
Келтуито́р (рум. Cheltuitori) — село в Молдавии, в составе коммуны Тогатин сектора Чеканы муниципия Кишинёв. Кроме него в коммуну также входят сёла Тогатин и Бунец.

## Описание
Село Келтуитор расположено в южной части района, в 12 км от железнодорожной станции Кишинёв и 39 км от райцентра.
Согласно переписи населения 2004 года в селе проживало 332 жителя. Этнический состав:
| Этническая группа              | Население | Процент, % |
| ------------------------------ | --------- | ---------- |
| Объявленные уроженцы Молдаване | 316       | 95,18 %    |
| Украинцы                       | 12        | 3,61 %     |
| Русские                        | 3         | 0,90 %     |
| Другие                         | 1         | 0,30 %     |
| Всего                          | 332       |            |